# Claude-Augustin Cayot
Claude-Augustin Cayot fue un escultor francés, nacido en París en 1677 y fallecido en la misma ciudad el 6 de abril de 1722, a los 45 años.

## Obras

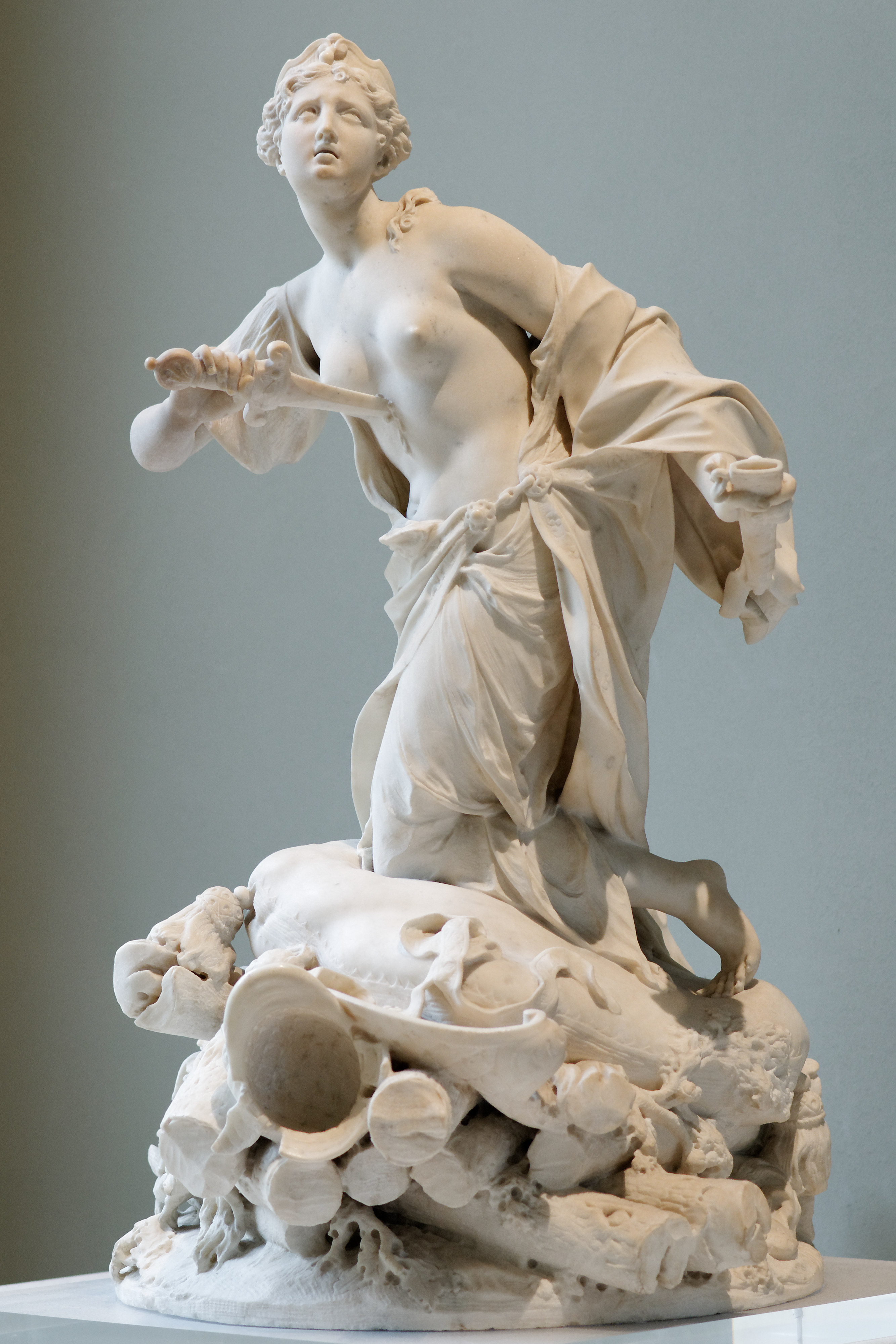
La Mort de Didon - La muerte de Dido, 1711, Museo del Louvre, pieza de recepción para la Academia royale